# 乱斗西游
《乱斗西游》是一款基于手机端的推塔类型游戏，是网易手游作品之一。作为一款RPG手机游戏，乱斗西游的玩法很像《英雄联盟》和《刀塔》，玩家在游戏中需要操作不同的英雄经行对战，将对手的基地拆完就能决出胜负

## 游戏介绍
《乱斗西游》是一款即时对战类型的手机游戏，游戏中的英雄角色都是取自于经典的小说《西游记》中的经典人物，比如白骨精、牛魔王、哪吒等等。在游戏的过程中玩家就要操作自己选择的英雄人物，与不同的玩家经行对战。游戏中的角色都有着自己的专属技能，玩家需要根据英雄的不同定义合理使用英雄。

## 游戏内容
《乱斗西游1》* 初始人物——玩家第一次进入游戏的时候，需要选择一个初始英雄，有三大初始英雄供大家选择，分别是白骨精、牛魔王、哪吒。
- 英雄类型——在《乱斗西游》众多英雄中可以分为肉盾型、法师、战士三种类型。
- 英雄技能——和英雄联盟中一样，不同的角色都有自己的技能，在《乱斗西游》中每个英雄都有着三个技能，是玩家提供控制、或输出的主要方式。
- 英雄装备——在游戏过程中，玩家可以通过击杀小兵或是对方英雄来获得金币，而金币就是用来购买装备的，用以提升英雄的属性。
- 推塔——作为一款推塔类型的游戏，游戏的重点自然就是推塔了。

《乱斗西游2》
初始英雄为奎木狼、北海龍王、女兒國王